# Bobrek-Kolonia
Bobrek-Kolonia (do 1998 Bobrek pod Szczytami) – kolonia w Polsce położona w województwie mazowieckim, w powiecie białobrzeskim, w gminie Stromiec.
Administracyjnie kolonia jest sołectwem. W skład sołectwa wchodzą także wsie Mokry Las, Nętne i Podgaje.
W latach 1975–1998 miejscowość administracyjnie należała do województwa radomskiego.
Wierni Kościoła rzymskokatolickiego należą do parafii św. Jana Chrzciciela w Stromcu.